# 케린 파슨스
캐린 파슨스(Karyn Parsons, 1966년 10월 8일 ~ )는 미국의 배우, 작가, 희극인이다.

## 출연 작품

### 영화
- 공포의 헬스 크럽 (1988)
- 클래스 엑트 (1992, Class Act)
- 쫄병 길들이기 (1995)
- The Ladies Man (2000)

### 텔레비전
- 더 프레시 프린스 오브 벨 에어 (1990-96)
- 걸리버 여행기 (1996)